# Deutsche Meisterschaften im Inline-Speedskating 2009
Die Bahnwettkämpfe wurden in Groß-Gerau, der Halbmarathon und Marathon in Wedel, der Doppelmarathon in Prezelle und der Teamwettbewerb in Mainz ausgetragen.

## Frauen
| Distanz                | Gold                                                            | Silber                                                                                             | Bronze                                                                 |
| Straße                 | Straße                                                          | Straße                                                                                             | Straße                                                                 |
| ---------------------- | --------------------------------------------------------------- | -------------------------------------------------------------------------------------------------- | ---------------------------------------------------------------------- |
| 300 m Einzelsprint     | Mareike Thum ERSG Darmstadt                                     | Stephanie Dreyer RSV Blau-Weiß Gera                                                                | Jana Gegner SCC XSpeed Team Berlin                                     |
| 500 m Sprint           | Sabine Berg RSV Blau-Weiß Gera                                  | Alisa Gutermuth ERSG Darmstadt                                                                     | Tina Strüver SV Turbine Halle                                          |
| 1000 m Sprint          | Mareike Thum ERSG Darmstadt                                     | Sabine Berg RSV Blau-Weiß Gera                                                                     | Laethisia Schimek SV Blau-Gelb Groß-Gerau                              |
| 3000 m Massenstart     | Mareike Thum ERSG Darmstadt                                     | Sabine Berg RSV Blau-Weiß Gera                                                                     | Jana Gegner SCC XSpeed Team Berlin                                     |
| 5000 m Punkte          | Mareike Thum ERSG Darmstadt                                     | Sabine Berg RSV Blau-Weiß Gera                                                                     | Tina Strüver SV Turbine Halle                                          |
| 10000 m Ausscheidung   | Mareike Thum ERSG Darmstadt                                     | Sabine Berg RSV Blau-Weiß Gera                                                                     | Lisa Kaluzni Großenhainer RV                                           |
| 5000 m Staffel         | ERSG Darmstadt Madeleine Graupner Alisa Gutermuth Mareike Thum  | RSV Blau-Weiß Gera Sabine Berg Stephanie Dreyer Theresa Reichert                                   | SV Blau-Gelb Groß-Gerau Saskia Luding Laethisia Schimek Tamara Schmitt |
| Langstrecke            |                                                                 | |                                                                        |
| Halbmarathon           | Sabine Berg RSV Blau-Weiß Gera                                  | Mareike Thum ERSG Darmstadt                                                                        | Tina Strüver SV Turbine Halle                                          |
| Marathon               | Sabine Berg RSV Blau-Weiß Gera                                  | Mareike Thum ERSG Darmstadt                                                                        | Jakobine Wolf SCC XSpeed Team Berlin                                   |
| Doppelmarathon         | Irene Raab FUG-Speed-Team                                       | Sabrina Rossow TSSC Erfurt                                                                         | Maritje Sell SKATE-TEAM-LUEBECK                                        |
| 10000 m Teamzeitfahren | SCC XSpeed Team Berlin Jakobine Wolf Stephanie Pipke Anne Biehl | SKATE-TEAM-LUEBECK Maritje Sell Gabriela Schwarz Ulla Hingst Kathrin Billerbeck Bettina Methfessel | VfR Büttgen 1912 Silke Röhr Silke Zimmermann Eva Krüger Esther Brücker |

## Männer
| Distanz                | Gold | Silber                                                                                                   | Bronze                                                                             |
| Straße                 | Straße | Straße                                                                                                   | Straße                                                                             |
| ---------------------- | --- | --- | ---------------------------------------------------------------------------------- |
| 300 m Einzelsprint     | Denis Dressel RSV Blau-Weiß Gera                                                                               | Matthias Schwierz FuT Geisingen                                                                          | Giacomo Cuncu SCC XSpeed Team Berlin                                               |
| 500 m Sprint           | Denis Dressel RSV Blau-Weiß Gera                                                                               | Etienne Ramali SV Blau-Gelb Groß-Gerau                                                                   | Toni Deubner RGE Arnstadt-Eisenach                                                 |
| 1500 m Sprint          | Felix Rijhnen ERSG Darmstadt                                                                                   | Toni Deubner RGE Arnstadt-Eisenach                                                                       | Pascal Ramali SV Blau-Gelb Groß-Gerau                                              |
| 5000 m Massenstart     | Nico Wieduwilt RSV Blau-Weiß Gera                                                                              | Giacomo Cuncu SCC XSpeed Team Berlin                                                                     | Toni Deubner RGE Arnstadt-Eisenach                                                 |
| 10000 m Punkte         | Felix Rijhnen ERSG Darmstadt                                                                                   | Victor Wilking SCC XSpeed Team Berlin                                                                    | Toni Deubner RGE Arnstadt-Eisenach                                                 |
| 20000 m Ausscheidung   | Nico Wieduwilt RSV Blau-Weiß Gera                                                                              | Giacomo Cuncu SCC XSpeed Team Berlin                                                                     | Gregor Hofmann SV Blau-Gelb Groß-Gerau                                             |
| 5000 m Staffel         | SCC XSpeed Team Berlin Giacomo Cuncu Albrecht Doering Victor Wilking                                           | ERSG Darmstadt 1 Carlos Graupner Martin Matyk Felix Rijhnen                                              | RSV Blau-Weiß Gera 1 Michael Rühling Tobias Hecht Denis Dressel                    |
| Langstrecke            | | |                                                                                    |
| Halbmarathon           | Pascal Ramali SV Blau-Gelb Groß-Gerau                                                                          | Felix Rijhnen ERSG Darmstadt                                                                             | Victor Wilking SCC XSpeed Team Berlin                                              |
| Marathon               | Pascal Ramali SV Blau-Gelb Groß-Gerau                                                                          | Tobias Hecht RSV Blau-Weiß Gera                                                                          | Markus Pape LC Solbad Ravensberg                                                   |
| Doppelmarathon         | Markus Pape LC Solbad Ravensberg                                                                               | Patrick Täubrecht TSG Aufbau Union Dessau                                                                | Lukas Wannagat SKATE-TEAM-LUEBECK                                                  |
| 10000 m Teamzeitfahren | SV Blau-Gelb Groß-Gerau Pascal Ramali Etienne Ramali Gregor Hofmann Simon Strobel Boris Hahn Benjamin Tippmann | SKATE-TEAM-LUEBECK Sebastian Rehse Lukas Wannagat Felix Rehse Erwin Bergen Markus Beulertz Daniel Hönigl | SSF Heilbronn Marcel Eschbach Stefan Rumpus Tobias Beute Sean Lyons Mathias Schill |